# Josh Culbreath
Joshua Culbreath (ur. 14 września 1932 w Norristown w stanie Pensylwania, zm. 1 lipca 2021 w Cincinnati) – amerykański lekkoatleta, specjalista biegu przez płotki, brązowy medalista olimpijski z 1956.
Specjalizował się w dystansach 400 metrów przez płotki i 440 jardów przez płotki. Na igrzyskach olimpijskich w 1956 w Melbourne  zdobył brązowy medal na 400 metrów przez płotki, przegrywając z innymi Amerykanami Glennem Davisem i Eddiem Southernem.
Na igrzyskach panamerykańskich w 1955 w Meksyku zwyciężył na 400 metrów przez płotki. Podczas igrzysk panamerykańskich w 1959 w Chicago powtórzył ten sukces, a także zdobył srebrny medal w sztafecie 4 × 400 m.
Był mistrzem Stanów Zjednoczonych (AAU) w latach 1953–1955 w biegu na 440 jardów przez płotki, a także halowym mistrzem USA na 600 jardów w 1959.
9 sierpnia 1957 w Oslo Culbreath poprawił rekord świata na 440 jardów przez płotki wynikiem 50,5 s.
Rekordy życiowe Culbreatha:
- bieg na 200 metrów – 21,4 s (1957)
- bieg na 400 metrów – 47,2 s (1957)
- bieg na 110 metrów przez płotki – 14,8 s (1954)
- bieg na 400 metrów przez płotki – 50,2 s (1957)

Ukończył Morgan College w 1955 ze stopniem bakałarza z nauk politycznych oraz Temple University w 1059 uzyskując magisterium z pedagogiki. W latach 1056–1958 służył w United States Marine Corps.
Pracował jako trener lekkoatletyczny. Jeden z jego wychowanków Deon Hemmings zdobył złoty medal na 400 metrów przez płotki podczas igrzysk olimpijskich w 1996 w Atlancie.